# Helianthemum songaricum
Helianthemum songaricum är en solvändeväxtart som beskrevs av Alexander Gustav von Schrenk. Helianthemum songaricum ingår i släktet solvändor, och familjen solvändeväxter. Inga underarter finns listade i Catalogue of Life.